# 腓特烈六世 (巴登-杜爾拉赫)
腓特烈六世（德語：Friedrich VI.，1617年11月16日—1677年1月31日），巴登-杜爾拉赫藩侯，1659年至1677年在位。

## 家庭
1642年，腓特烈與普法爾茨-茨魏布呂肯-克萊堡的克里斯蒂娜·瑪格達萊娜結婚，兩人共有2子2女：
1. 克里斯蒂娜（1645年—1705年）
2. 腓特烈·馬格努斯（1647年—1709年）
3. 卡爾·古斯塔夫（英语：Charles Gustav of Baden-Durlach）（1648年—1703年）
4. 約翰娜·伊莉莎白（1651年—1680年）